# Иерузалем, Иоганн Фридрих Вильгельм
Иоганн Фридрих Вильгельм Иерузалем (нем. Johann Friedrich Wilhelm Jerusalem, 22 ноября 1709, Оснабрюк — 2 сентября 1789, Брауншвейг) — немецкий богослов и проповедник эпохи Просвещения. 
Был воспитателем наследного принца брауншвейгского. Его трудам обязано возникновение и расцвет брауншвейгского Collegium Carolinum, предшественника Технического университета Брауншвейга. Его «Размышление о важнейших истинах религии» издано в переводе на русский язык (1806, 1817 и 1831). Его сын, Карл Вильгельм, изучавший в Вецларе юриспруденцию, застрелился в 1772 году в припадке меланхолии. Этот трагический случай послужил материалом для трагического исхода «Страдания юного Вертера» Гёте.